# République socialiste soviétique
Ne doit pas être confondu avec République socialiste soviétique autonome, République soviétique chinoise, République des conseils de Hongrie, République slovaque des conseils ou République des conseils de Bavière.
Les républiques socialistes soviétiques (abrégées en RSS, en russe Сове́тская Социалисти́ческая Респу́блика, littéralement « république socialiste des conseils » ; aussi союзные республики, soïouznye respoubliki, littéralement « républiques unionales ») furent d'abord les douze états bolcheviks qui ont succédé à la République russe à partir de la révolution d'Octobre (1917-1922) puis les quinze républiques fédérées de l'Union des républiques socialistes soviétiques (URSS, 1922-1991). À partir de 1922, les républiques socialistes soviétiques furent contourées suivant des critères ethniques mais restèrent directement subordonnées au Parti unique et au gouvernement fédéral.

## Les républiques des années 1917-1945
Entre une douzaine et une quinzaine de Républiques socialistes soviétiques ont existé à un moment donné mais leur étendue, leurs intitulés et leur organisation ont varié, certaines se divisant, d'autres se réunissant ; certaines n'étaient que des proclamations ne contrôlant pas de territoire :
- La république socialiste fédérative soviétique de Russie de 1917 s'agrandit d'abord en 1922 en absorbant les républiques méridionales proches du Caucase et la république asiatique de l'Extrême orient mais rétrécit ensuite en Asie centrale (Turkestan russe) lors de la création des républiques de cette région, comme le Kazakhstan soviétique créé en 1936.
- La Commune des travailleurs d'Estonie, qui fut remplacée par l'Estonie indépendante que les soviétiques appelèrent « Estonie bourgeoise ».
- La République socialiste des travailleurs de Finlande de 1918, remplacée par la Finlande indépendante que les soviétiques appelèrent « Finlande bourgeoise ».
- La république soviétique socialiste de Lettonie de 1918, remplacée par la Lettonie indépendante que les soviétiques appelèrent « Lettonie bourgeoise ».
- La République socialiste soviétique lituano-biélorusse de 1919, fut répartie en 1921 entre la Pologne, la Lituanie indépendante et la RSS de Biélorussie.
- La république soviétique de Donetsk-Krivoï-Rog de 1919 fut intégrée à la RSS d'Ukraine en 1922.
- La république soviétique d'Odessa de 1918 fut intégrée à la RSS d'Ukraine en 1922.
- La république socialiste soviétique de Bessarabie fut proclamée en 1919 pour renverser la République démocratique moldave (« bourgeoise ») qui choisit alors de s'unir à la Roumanie (union que l'URSS n'a jamais reconnu).
- En Ciscaucasie, la République soviétique du Kouban et celle de la mer Noire de 1918 s'unirent l'année suivante en une République soviétique du Kouban et de la mer Noire, réunie au bout de quelques mois, avec la République soviétique de Stavropol et celle du Terek, à la République soviétique nord-caucasienne qui fut elle-même intégrée en 1922 à la République socialiste fédérative soviétique de Russie.
- La république socialiste soviétique d'Abkhazie de 1921 fut intégrée quinze ans plus tard à la RSS de Géorgie en tant que RSSA (région autonome).
- La république socialiste fédérative soviétique de Transcaucasie de 1922 fut divisée en 1936 en trois RSS : Géorgie, Arménie et Azerbaïdjan.
- La république soviétique populaire du Khorezm de 1923 (ancien Khanat de Khiva) fut partagée en 1936 entre les RSS d'Ouzbékistan et du Turkménistan.
- La république soviétique populaire de Boukhara (ancien Émirat de Boukhara) de 1924 fut partagée en 1936 entre les RSS d'Ouzbékistan et du Turkménistan.
- La République socialiste soviétique carélo-finnoise, détachée en 1940 de la Russie soviétique et agrandie d'une partie de la Carélie finnoise prise à la Finlande, fut réintégrée en 1956 à la RSFS de Russie en tant que RSSA de Carélie.

## Les républiques des années 1945-1991
Quinze des seize républiques soviétiques existant en 1945 (l'exception étant la Carélie) ont perduré jusqu'à la dislocation de l'URSS en 1991. La plupart d'entre elles existent désormais en tant qu'États souverains de jure et selon le droit international ; de facto elles appartiennent, à part les pays baltes, à des degrés divers et variables à la sphère d'influence russe qui tend à les y maintenir par les armes si nécessaire. Du fait de leur petite étendue, les cinq républiques d'Estonie, de Lettonie, de Lituanie, de Moldavie, et d'Arménie étaient directement divisées en raïons (arrondissements), sans autre échelon plus vaste. Les dix autres républiques étaient divisées en régions plus grandes, les oblasts ou kraïs, eux-mêmes divisés en raïons.
Les trois républiques du Kazakhstan, du Kirghizistan et du Turkménistan avaient, comme les cinq divisées en raïons, une structure unitaire. Les sept autres républiques soviétiques ont compris, à une époque ou une autre, au moins une entité ayant un certain degré officiel d'autonomie.
Ainsi, dans les républiques d'Azerbaïdjan, de Biélorussie, de Géorgie, d'Ouzbékistan, de Russie, du Tadjikistan et d'Ukraine, on trouvait des républiques socialistes soviétiques autonomes (intégrées au sein des kraïs en Russie) mais surtout des oblasts autonomes et aussi, en Russie, des districts autonomes à l'intérieur des oblasts et des kraïs.
En théorie, les quinze républiques socialistes soviétiques dites « unionales » (союзные республики, soïouznye respoubliki), mais pas les autres entités autonomes, avaient la possibilité de faire sécession en référence au fait que dès 1903, les Bolcheviks avaient adopté le droit des peuples à l'autodétermination et déclaré que l'Union ne peut se faire que si elle est volontaire, principe réaffirmé dans la constitution soviétique de 1918. En 1922, le premier congrès de l'URSS affirme vouloir respecter les droits souverains de chaque peuple, tout en refusant de reconnaître les choix de ces peuples lorsqu'ils furent de se détacher de la Russie (cas des Moldaves en 1918). Les constitutions soviétiques de 1924, de 1936 et de 1977 garantissaient en théorie les droits démocratiques des peuples constitutifs de l'Union et leur reconnaissaient entre autres le droit de libre sécession, mais en pratique, aucun n'a pu user de ce droit ; même des États théoriquement souverains non membres de l'URSS comme la Hongrie en 1956 ou la Tchécoslovaquie en 1968 ne purent s'émanciper du pouvoir central de Moscou,.
La situation commence à changer avec la glasnost et la perestroïka initiées à partir de 1985 par Mikhaïl Gorbatchev : l'étreinte du parti unique, du KGB et du pouvoir central se desserre, la pratique politique se rapproche du droit constitutionnel et les républiques se mettent à entrevoir la possibilité de proclamer leur souveraineté, puis passent à l'acte dans le courant de l'année 1991. Par le traité d'Almaty, onze des républiques nouvellement indépendantes se regroupent le 21 décembre 1991 au sein d'une organisation non autoritaire et à géométrie variable : la Communauté des États indépendants (CEI). Les onze entités renoncent unanimement aux adjectifs « socialiste » et « soviétique », devenus historiquement pour elles synonymes d'absence de libertés économiques et politiques.
Les pays baltes (Estonie, Lettonie et Lituanie) faisaient partie de l'espace européen avant 1940 et faisaient l'objet d'une occupation illégale non reconnue par les grandes puissances occidentales après la Seconde Guerre mondiale. La fin de l'occupation soviétique permet la suppression des républiques soviétiques, le rétablissement de la constitution de chacun des trois pays, et leur adhésion à l'Union européenne et à l'OTAN.

### Tableau des quinze républiques socialistes soviétiques
La carte et le tableau suivants recensent les quinze républiques socialistes soviétiques fédérées entre 1956 et 1991, année de la dislocation de l'URSS.
| RSFS de Russie Ukraine Biélorussie RSS kazakhe Arm. Aze. Géorgie Ouzbékistan Turkménistan Tadjikistan Kirghizie Est. Let. Lit. Mol. |

| République          | Intégration | Population (1989) | Pop./URSS (%) | Superficie (km2, 1991) | Sup./URSS (%) | Capitale                                         | État actuel  |
| ------------------- | ----------- | ----------------- | ------------- | ---------------------- | ------------- | ------------------------------------------------ | ------------ |
| RSS d'Arménie       | 1936        | +003 287 700,     | +001,15       | +00029 800,            | +000,13       | Erevan                                           | Arménie      |
| RSS d'Azerbaïdjan   | 1936        | +007 037 900,     | +002,45       | +00086 600,            | +000,39       | Bakou                                            | Azerbaïdjan  |
| RSS de Biélorussie  | 1922        | +010 151 806,     | +003,54       | +00207 600,            | +000,93       | Minsk                                            | Biélorussie  |
| RSS d'Estonie       | 1940        | +001 565 662,     | +000,55       | +00045 226,            | +000,2        | Tallinn                                          | Estonie      |
| RSS de Géorgie      | 1936        | +005 400 841,     | +001,88       | +00069 700,            | +000,31       | Tbilissi                                         | Géorgie      |
| RSS kazakhe         | 1936        | +016 711 900,     | +005,83       | +02 727 300,           | +012,24       | Alma-Ata (actuelle Almaty ; n'est plus capitale) | Kazakhstan   |
| RSS du Kirghizistan | 1936        | +004 257 800,     | +001,48       | +00198 500,            | +000,89       | Frounzé (aujourd'hui Bichkek)                    | Kirghizistan |
| RSS de Lettonie     | 1940        | +002 666 567,     | +000,93       | +00064 589,            | +000,29       | Riga                                             | Lettonie     |
| RSS de Lituanie     | 1940        | +003 689 779,     | +001,29       | +00065 200,            | +000,29       | Vilnius                                          | Lituanie     |
| RSS moldave         | 1940        | +004 337 600,     | +001,51       | +00033 843,            | +000,15       | Chișinău (en russe Kichinev)                     | Moldavie     |
| RSFS de Russie      | 1922        | +147 386 000,     | +051,4        | +17 075 200,           | +076,62       | Moscou                                           | Russie       |
| RSS du Tadjikistan  | 1929        | +005 112 000,     | +001,78       | +00143 100,            | +000,64       | Douchanbé                                        | Tadjikistan  |
| RSS du Turkménistan | 1924        | +003 522 700,     | +001,23       | +00488 100,            | +002,19       | Achgabat                                         | Turkménistan |
| RSS d'Ukraine       | 1922        | +051 706 746,     | +018,03       | +00603 700,            | +002,71       | Kiev (Kharkov avant 1934)                        | Ukraine      |
| RSS d'Ouzbékistan   | 1924        | +019 906 000,     | +006,94       | +00447 400,            | +002,01       | Tachkent (Samarcande avant 1930)                 | Ouzbékistan  |